# 프리드리히 폰 플로토

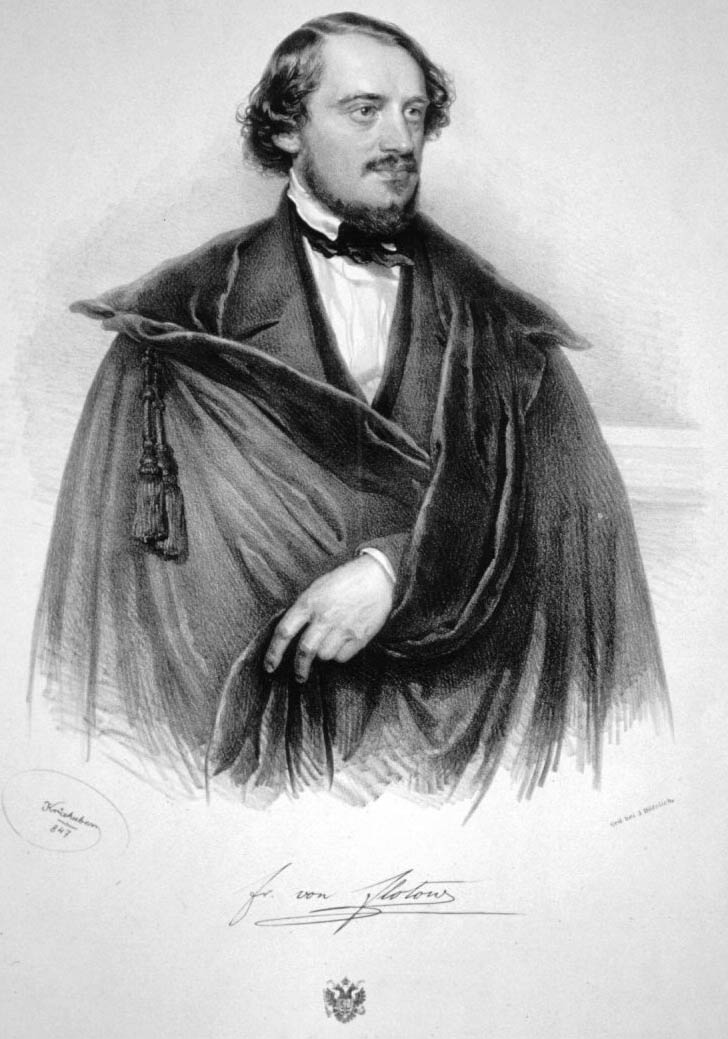
프리드리히 폰 플로토

프리드리히 폰 플로토(Friedrich von Flotow, 1812년 4월 27일~1883년 1월 24일)는 독일의 작곡가이다. 1839년 가극 <메두즈호의 난파>로 성공을 거두었다. 1844년, 가극 <알렉산드르 스트라델라>와 1845년 가극 <수부(水夫)들>을 함부르크에서 상연함으로써 크게 성공을 거두고, 그의 작품은 독일 각지에서 상연되었다. 1846년 독일로 돌아와, 1847년에는 가극 <말타>를 빈에서 초연해서 대성공을 거두고 세계적인 명성을 얻었다. 오늘날 플로토의 이름은 가극 <말타>만으로 사람들에게 알려져 있다.